# Amegilla cymatilis
Amegilla cymatilis är en biart som beskrevs av Constance Margaret Eardley 1994. Amegilla cymatilis ingår i släktet Amegilla och familjen långtungebin. Inga underarter finns listade i Catalogue of Life.